# Holstebrokredsen
Holstebrokredsen er en opstillingskreds i Vestjyllands Storkreds. Fra 1849 til 1919 var kredsen en valgkreds. I 1920-2006 var kredsen en opstillingskreds i Ringkøbing Amtskreds.
I 2007 blev Struer Kommune og Thyholm Kommune overført til den nyoprettede Struerkredsen. Desuden kom Aulum-Haderup Kommune til Herning Nordkredsen. Til gengæld fik Holstebrokredsen tilført Ulfborg-Vemb Kommune fra Ringkøbingkredsen.
Fra 2007 består kredsen af Ny Holstebro Kommune.

## Før 2007
Den 8. februar 2005 var der 58.321 stemmeberettigede vælgere i kredsen.
Kredsen rummer flg. kommuner og valgsteder::
1. Aulum-Haderup Kommune
  1. Aulum
  2. Feldborg
  3. Haderup
  4. Hodsager
2. Holstebro Kommune
  1. Birkelundskolens Hal
  2. Mejdal Kirkes Menighedssal
  3. Mejrup Kultur Og Fritidscenter
  4. Musikteatret
  5. Skave Sognegård
  6. Tvis Kultursalen
3. Struer Kommune
  1. Bremdal
  2. Gimsing
  3. Hjerm
  4. Humlum
  5. Langhøj
  6. Resen
  7. Struer
  8. Vejrum
  9. Venø
4. Thyholm Kommune
  1. Hvidbjerg
  2. Jegindø
  3. Lyngs
  4. Uglev
5. Vinderup Kommune
  1. Ejsing
  2. Handbjerg
  3. Herrup
  4. Mogenstrup
  5. Ryde
  6. Sevel
  7. Vinderup

## Folketingskandidater pr. 25/11-2018

### Valgkredsens kandidater for de pr. november 2018 opstillingsberettigede partier
| Liste | Parti                       | Kandidat           | Bemærk |
| ----- | --------------------------- | ------------------ | ------ |
| A     | Socialdemokratiet           | Annette Lind       |        |
| B     | Radikale Venstre            |                    |        |
| C     | Det Konservative Folkeparti | Pernille Bloch     |        |
| D     | Nye Borgerlige              |                    |        |
| F     | Socialistisk Folkeparti     |                    |        |
| I     | Liberal Alliance            |                    |        |
| O     | Dansk Folkeparti            | Jette Lund         |        |
| V     | Venstre                     | Anders G. Jacobsen |        |
| Ø     | Enhedslisten                | Mehmet Akbina      |        |
| Å     | Alternativet                |                    |        |